# Санданчани
Санданчани (до 1949 година Светиврачани) са жителите на град Сандански, България. Това е списък на най-известните от тях.

## Родени в Сандански
А — Б — В — Г — Д –
Е — Ж — З — И — Й –
К — Л — М — Н — О –
П — Р — С — Т — У –
Ф — Х — Ц — Ч — Ш –
Щ — Ю — Я

### А
- Антон Ризов (р. 1987), български състезател по спортна стрелба, участник на Олимпийските игри в Лондон 2012 г.
- Анна Тапаркова-Пенчева (р. 1946), българска алпинистка и пещернячка, световна рекордьорка по дълбочинно проникване в пещери

### Б
- Благой Иванов – Багата (р. 1986), български състезател в смесените бойни изкуства (ММА)
- Божия Ризова (1887 – ?), българска учителка

### В
- Васил Методиев (р. 1935), футболист и треньор на ФК Левски (София)
- Величко Клингов (р. 1972), български политик
- Владимир Джаферов (1948 – 2008), български политик
- Владимир Петков (р. 1960), археолог, главен уредник на Археологическия музей в Сандански
- Валентин Пензов, композитор
- Венцислав Айдарски (р. 1991 г.), български състезател по плуване, участник на Олимпийските игри в Лондон 2012 г.

### Д
- Димитър Тюлеков (р. 1960), български историк и член на Македонски научен институт
- Димо Попов, доброволец в четата на Иван Атанасов – Инджето през Сръбско-българската война в 1885 година[1]
- Дончо Шопов, български революционер

### Е
- Емил Мицански (р. 1964), български футболист
- Емил Ристосков (1942 – 2022), български народен певец[2]

### И
- Иван Юруков (р. 1978), български актьор
- Илия Аргиров (1932 – 2012), български народен певец
- Илиян Мицански (р. 1985), български футболист
- Иван Илиев (р. 1985), български джудист и самбист – многократен шампион на България

### К
- Кирил Джоров (р. 1975), български футболист
- Киро Янев, български революционер, деец на ВМРО[3]
- Костадин Карамитов (р. 1991), специалист по сигурността, председател на Сдружение Съюз на Българските Спасители

### М
- Марина Дикова, български политик
- Методи Лозански, главен художествен ръководител на ансамбъла за народни песни и танци „Никола Вапцаров“ при читалище „Отец Паисий“
- Меди (р. 1994), български поп-фолк певец

### Н
- Николай Алексиев (1941 – 2009), поет и учител

### О
- Огнян Стойков (1960 – 1989), български алпинист

### П
- Пандо Петров Воденски (1926 – 1995), юрисконсулт на община Сандански повече от 30 години
- Петър Златинов (р. 1981), български футболист
- Петър Караангов (р. 1931), български поет

### Р
- Райна Терзийска (р. 1981), попфолк певица
- Радой Гердов (1950 – 2003), български художник
- Росен Арнаудов (р. 1969), икономист

### С
- Стилиян Иванов (р. 1968), режисьор
- Симеон Симеонов (р. 1949), певец

### Х
- Христо Ристосков, футболен съдия

### Ю
- Юрий Иваников (р. 1973), български футболист

### Я
- Яне Янев, български политик

## Македоно-одрински опълченци от Свети Врач
- Георги Ангелов, македоно-одрински опълченец, 24-годишен, земеделец, основно образование, 14 воденска дружина[4]

## Починали в Сандански
- Ангел Столинчев (1917 – 2003), български църковен деец, почетен гражданин на Сандански
- Божин Велев (1896 – 1923), български политик, деец на БЗНС
- Борис Гайгуров (1872 – 1968), български просветен деец и революционер
- Иван Тасушев (ок. 1883 – 1913), български революционер
- Михаил Станоев (1885 – 1929), български революционер

## Свързани със Сандански
- Александър Томов, петкратен световен шампион, петкратен европейски шампион по класическа борба, тежка категория, почетен гражданин
- Ангел Соколов, български футболист, играл за Славия(София), Вихрен и младежкия национален отбор
- Ставрофорен свещеноиконом Ангел Столинчев, почетен гражданин, построил храма „Свети Георги Победоносец“
- Димитър Казаков (1933 – 1992), известен български художник, живял и творил в Сандански, галерия в центъра на града, с бюст-паметник пред нея, носи името му
- Зисо Попов (Живко Попов) (1882 – 1944), български революционер
- Илия Луков (р. 1974), български народен певец
- Милан Постоларски (? – 1944), български революционер, войвода на ВМРО
- Надежда Захариева (р. 1944), поет, заместник-министър на културата
- Надка Вълчанова (р. 1948), българска народна певица
- Снежана Гроздилова, депутат
- Надка Евтимова, българска народна певица
- Никола Дамянов, финансист, почетен гражданин на гр. Сандански
- Камен Михов, прокурор, завеждащ отдел във Върховна прокуратура, председател на Асоциация на прокурорите в България